# Àlovo
Àlovo (en rus: Алово) és un poble de la República de Mordòvia, a Rússia, segons el cens del 2013 tenia 1.093 habitants, és la seu administrativa del districte homònim.